# Cohete de vapor
Un cohete de vapor o un cohete de agua caliente, es un cohete térmico que usa agua mantenida a alta temperatura en un recipiente a presión, de tal modo que su presión de vapor saturado es significativamente mayor que la presión ambiental. Se permite que el agua escape en forma de vapor a través de una tobera de cohete produciendo así empuje.
Los cohetes de vapor generalmente son de alimentación a presión, pero se han propuesto diseños más complejos que utilizan energía solar o energía nuclear. Probablemente sean más conocidos por su uso en automóviles y motocicletas propulsados por cohetes, y son del mismo tipo que se usa en las eolípilas.

## Principio de operación
El agua, mientras está bajo presión, se calienta a una temperatura alta (aproximadamente 250–500 °C). A medida que el agua caliente pasa por la tobera (generalmente una tobera de Laval) y la presión se reduce, el agua se convierte en vapor, presionando la tobera y saliendo a alta velocidad. Por el retroceso, el cohete acelera en la dirección opuesta al vapor. La tobera de los cohetes de agua caliente debe poder soportar alta presión, altas temperaturas y la naturaleza particularmente corrosiva del agua caliente.
El diseño más simple tiene un tanque de agua a presión donde el agua es calentada antes del lanzamiento; sin embargo, esto da una velocidad de escape muy baja ya que el alto calor latente de vaporización significa que se produce muy poco vapor real y que entonces el escape consiste principalmente en agua o bien, si se usan altas temperaturas y presiones, que el tanque es muy pesado.
Los diseños más complejos pueden implicar el paso del agua a través de bombas e intercambiadores de calor y el empleo de reactores nucleares o de calefacción solar; se estima que estos pueden dar un impulso específico de más de 195 s, lo cual todavía está muy por debajo de los estándares de diseños más complejos, como por ejemplo los 465 s del motor Vinci de hidrógeno-oxígeno.

## Aplicaciones
- Las eolípilas son propulsadas mediante cohetes de vapor.
- El Skycycle X-2 de Evel Knievel utilizado para el salto del Snake River Canyon utilizó un cohete de vapor diseñado por Robert Truax.
- El dragster "Neptune I" de Walt Arfons, también usó un cohete de vapor diseñado por Robert Truax.[3]
- Los cohetes de agua caliente se utilizan ocasionalmente como ayudas de lanzamiento auxiliares con fines de experimentación.
- Mike Hughes, temerario estadounidense, tripuló y lanzó su cohete a vapor el 25 de marzo de 2018 a una altitud de 572 m (1.875 pies).[4] Murió durante un lanzamiento posterior el 22 de febrero de 2020. El lanzamiento se estaba filmando para la serie de televisión Homemade Astronauts del Science Channel que Hughes iba a protagonizar.[5][6]

## Usos propuestos
Se ha propuesto el uso de cohetes térmicos de vapor calentados por energía solar o nuclear para realizar viajes interplanetarios. Aunque el rendimiento es bajo, es fácil lograr altas fracciones de masa de carga útil y se espera que sea muy fácil extraer y purificar el agua de los depósitos de hielo que se encuentren a lo largo del sistema solar.

## Cultura popular
Los cohetes de vapor han aparecido ocasionalmente en historias de ciencia ficción, especialmente steampunk, como por ejemplo el largometraje japonés Steamboy.